# Rafael Puente
Rafael Puente Suárez (Ciudad de México, 5 de febrero de 1950) es un exfutbolista mexicano, que jugaba como portero. Actualmente se desempeña como comentarista deportivo en la cadena Fox sports. 
Es hermano del también comentarista deportivo Santiago Puente y del exfutbolista José Luis Puente un centro delantero goleador. Es padre del entrenador Rafael Puente del Río y tío de Santiago Puente Jr. comentarista deportivo. Asimismo es empresario dedicado a la venta de equipo de cómputo.

## Futbolista
Atlante
Sus compañeros le apodan Wama por el protagonista de una antigua historieta mexicana llamada Wama. Como era de piel blanca y sus compañeros eran morenos, el apodo le cayó a la perfección. Hay que recordar que al equipo Atlante tenían el mote de los Prietitos.
Como jugador profesional, Puente comenzó jugando en 1967 con el club Atlante y poco a poco mostró actitudes y cualidades para ganarse el puesto de portero. Quitó del puesto titular a Raúl Orvañanos otro buen arquero y se convirtió en el máximo ídolo atlantista de la época de fines de los años 60 y principios de los años 70. De los porteros mexicanos destacados en ese tiempo cuando empezaron a llegar porteros de mucha calidad del extanjero como el Gato Miguel Marín, Ciro Barbosa, Walter Gassire, Jan Gomolá, Romera, Apolinor Jiménez y Néstor Rafael Verderi.
América
Transferido en 1974 al Club América, Rafael Puente jugó para este club hasta 1976, formó parte del plantel que obtuvo el Campeonato de Liga en la temporada 1975-76, cuando se le ganó la final a la Universidad de Guadalajara, los Leones Negros pero ya no era el portero titular, puesto ocupado por Francisco Castrejón. Posteriormente, una lesión crónica en la rodilla forzó su retiro prematuro a los 26 años de edad.

### Selección de México
| Club               | País   | PJ | Periodo     |
| ------------------ | ------ | -- | ----------- |
| Selección Mexicana | México | 6  | 1971 - 1974 |

A partir del año siguiente comienza a ser convocado a la selección nacional, siendo llamado en total de 6 juegos internacionales. Es recordada por las crónicas periodísticas de la época, cuando México hizo una gira por Europa en 1971 y enfrentándose en el Estadio Olímpico de Roma a la Selección Italiana que prácticamente era la misma que había obtenido el Subcampeonato de la Copa del Mundo en 1970. Puente fue titular en ese encuentro en donde tuvo una soberbia y espectacular actuación, deteniendo las metralla azzurra, pero siendo derrotados 2-0. Rafael Puente evitó lo que pudo haber sido una goleada de órdago.
Fue uno de los 22 jugadores que acudieron al Premundial de Haíti 1973, para buscar un lugar por Concacaf para acudir a la Copa del Mundo Alemania 1974, disputando el puesto de portero con Ignacio Calderón y Héctor Brambila. Sin embargo no lo lograron al perder 0-4 con Trinidad y Tobago en un juego precedido por juergas de los jugadores mexicanos al visitar previo al partido una destilería de ron, según comentan las crónicas periodísticas de la época. Para ese tiempo Rafael Puente ya empezaba a tener molestias con las rodillas requiriendo inclusive ser infiltrado en sus rodillas para poder jugar. 
A pesar de su gran calidad como portero, nunca jugó en el extranjero ni en una Copa del Mundo, llegando a tener ofrecimientos de equipos españoles como Oviedo y Deportivo la Coruña que se interesaron por él, pero sin haber una propuesta concreta. Pero el Valencia entrenado en ese tiempo por Alfredo Di Stéfano hizo una oferta concreta por un contrato de tres años y cuando estaba listo para partir a España. Guillermo Cañedo presidente del América, hizo lo que tenía que hacer y le impidió su salida del equipo. Así se diluía el sueño de Rafael Puente de ser el primer portero mexicano de jugar en Europa.

## Entrenador
A partir de 1989, fungió como Co-Entrenador al lado de Ricardo Lavolpe en la dirección técnica del Atlante. Ha sido también entrenador de los clubes Pachuca CF en 1996 y Tecos de la UAG en 2000.
Durante su etapa profesional, estuvo durante el movimiento sindical del futbolistas para la defensa de los derechos del jugador, encabezado por el también exfutbolista y periodista Carlos Albert, Antonio "Piolín" Mota, Gamaliel Ramírez. [cita requerida]

## Comentarista
Puente se inició en el periodismo en 1986 como comentarista deportivo Polémica Mundial, programa radiofónico de Fernando Marcos González. 
TV Azteca
A partir de estos comienzos, trabajó en diversos programas de radio y televisión hasta ser contratado por Televisión Azteca en 1994; apareció en Los protagonistas y Deportv, programas conducidos por José Ramón Fernández. Sintiéndose relegado en Televisión Azteca, salió de esa empresa. 
ESPN
Trabajó en el canal ESPN desde el 2007, como analista en los programas "Los Capitanes" y "Fútbol Picante", además de transmisiones de diversos partidos.  Es también escritor de la columna deportiva La razón del fútbol de distribución nacional en distintos rotativos. 

### FOX
El comentarista deportivo de 75 años se integrara a FOX Corporation, empresa que recién adquirió Caliente TV, así como Tubi, por lo que tendrá mayor participación en la cobertura de la Liga MX. 

### Coberturas
A través de su carrera periodística ha cubierto las copas mundiales de fútbol de México 1986, Italia 1990, Estados Unidos 1994, Francia 1998, Corea y Japón 2002, Alemania 2006, Sudáfrica 2010, Brasil 2014 y Rusia 2018. También cubrió los Juegos Olímpicos de Atenas 2004.

## Trayectoria deportiva

### Trayectoria como futbolista
| Club    | Periodo |
| ------- | ------- |
| Atlante | 1967-74 |
| América | 1974-76 |

### Trayectoria como entrenador
| Club       | Periodo |
| ---------- | ------- |
| Atlante    | 1988-90 |
| Pachuca CF | 1996    |
| Tecos UAG  | 2000    |

## Palmarés

### Títulos como futbolista
| Título                       | Club    |
| ---------------------------- | ------- |
| Primera División 1975-76     | América |
| Campeón de Campeones 1975-76 | América |